# Provincia del Estado Libre de Orange
La provincia del Estado Libre de Orange (en afrikáans: Provinsie Oranje-Vrystaat), comúnmente conocida como el Estado Libre de Orange (en afrikáans: Oranje-Vrystaat), o como Estado Libre (en afrikáans: Vrystaat), fue una de los cuatro provincias de Sudáfrica desde 1910 hasta 1994. Después del 27 de abril de 1994 se disolvió tras las primeras elecciones no raciales en Sudáfrica.
Su predecesor fue la colonia del Río Orange.
Sus fronteras exteriores fueron las mismas que las de la moderna provincia del Estado Libre; a excepción de los bantustanes ("patrias") de QwaQwa y una parte de Bofutatsuana, que estaban contenidos en tierras dentro de las fronteras provinciales del Estado Libre de Orange.

## Distritos en 1991
Distritos de la provincia y población según censo de 1991.
- Zastron: 14,122
- Rouxville: 11,904
- Bethulie: 9,333
- Smithfield: 7,946
- Wepener: 12,964
- Dewetsdorp: 13,521
- Reddersburg: 6,070
- Edenburg: 6,968
- Trompsburg: 5,138
- Jagersfontein: 6,353
- Bloemfontein: 300,150
- Petrusburg: 11,071
- Brandfort: 23,521
- Botshabelo: 177,926
- Philippolis: 7,056
- Fauresmith: 8,916
- Koffiefontein: 10,778
- Jacobsdal: 9,748
- Boshof: 32,033
- Theunissen: 38,482
- Bultfontein: 28,556
- Hoopstad: 27,934
- Wesselsbron: 26,494
- Odendaalsrus: 97,603
- Welkom: 248,186
- Virginia: 81,780
- Hennenman: 25,165
- Ventersburg: 14,534
- Ladybrand: 30,532
- Excelsior: 18,051
- Clocolan: 18,542
- Marquard: 17,217
- Winburg: 17,765
- Senekal: 41,551
- Ficksburg: 36,810
- Fouriesburg: 16,932
- Bethlehem: 80,921
- Lindley: 37,664
- Reitz: 30,712
- Harrismith: 63,220
- Vrede: 37,324
- Kroonstad: 110,963
- Bothaville: 54,726
- Viljoenskroon: 59,279
- Vredefort: 13,518
- Koppies: 19,723
- Parys: 48,678
- Sasolburg: 89,079
- Heilbron: 40,987
- Frankfort: 44,617